# Otava Jo
Otava Jo (russisk: Отава Ё) er et russisk folk-rock band fra Sankt Petersborg.